# Praskovia Saltykova

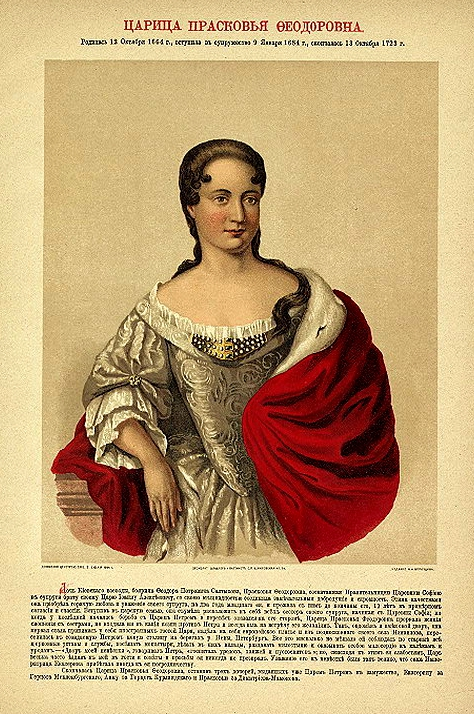
Retrato de Praskovia Saltykova.

Praskovia Fiódorovna Saltykova (en ruso Прасковья Фёдоровна Салтыкова) fue zarina consorte de Rusia, esposa de Iván V de Rusia y madre de la emperatriz Ana de Rusia (Ana Ioánnovna).
Praskovia nació el 21 de octubre de 1664, hija de Fiódor Petróvich Saltykov y Ana Mijáilovna Tatíscheva. Pese a la enfermedad física y mental de su marido, el zar (quien debido a su condición reinaba conjuntamente con su hermano Pedro), contrajeron matrimonio el año 1684 y tuvieron cinco hijas:
- María Ioánnovna (24 de marzo de 1689 – 14 de febrero de 1692)
- Feodosia Ioánnovna (4 de junio de 1690 – 12 de mayo de 1691)
- Catalina Ioánnovna (24 de octubre de 1691 – 14 de junio de 1733) – desposada en 1716 con el duque Carlos Leopoldo de Mecklemburgo-Schwerin (norte de la Alemania actual) y madre de Ana Leopóldovna
- Ana Ioánnovna (28 de enero de 1693 – 17 de octubre de 1740) – desposada en 1710 con Federico Guillermo, Duque de Curlandia, futura Emperatriz desde 1730 a 1740, no tuvo descendencia
- Praskovia Ioánnovna (24 de septiembre de 1694 – 8 de octubre de 1731) - desposada en matrimonio morganático con Iván Ilich Dmítriev-Mamónov

Al morir Iván V en 1696, el Zarato ruso pasó por completo a manos de Pedro I, ella vivió con el título de Reina Madre en Moscú y San Petersburgo durante el tiempo que le restó de vida, a pesar de no ser la madre del zar sino su cuñada.
Tenía muy buenas relaciones con el zar quien la apreciaba mucho, organizando para él la corte en su palacio. Pedro, durante este tiempo no tenía una esposa legal, por lo tanto carecía de un lugar y de una persona que se hiciera cargo de la acogida de las embajadas y visitas oficiales, por lo tanto fue Praskovia, durante este período, quien tomó el cargo de anfitriona de la corte.
Al poco de quedar viuda, inició una larga relación con el boyardo Vasili Yushkov, a quien el zar aceptó como miembro de la corte. Las hijas ilegítimas de Pedro, Isabel Petrovna (futura emperatriz) y Ana Petrovna (madre del Zar Pedro III), fueron criadas bajo su tutela.
Falleció el 24 de octubre de 1723.